# Tingsås kyrka
Tingsås kyrka tillhörande Tingsås församling ligger centralt i Tingsryd.

## Kyrkobyggnaden
Nuvarande kyrkobyggnad uppfördes 1853 efter ritningar av byggmästaren Sven Nilsson i Säljeryd i Östra Torsås, som bearbetats av Johan Fredrik Åbom vid Överintendentsämbetet. Invigningen ägde rum Helige Mikaels dag 1856 och förrättades av biskop Christopher Isac Heurlin. Första kyrkan på denna plats var en träkyrka uppförd 1590. Denna ersattes av en större träkyrka byggd 1752, vilken i sin tur revs när nuvarande stenkyrka färdigbyggts och tagits i bruk.
Kyrkan som är uppförd i  nyklassicistisk stil består av ett rektangulärt  långhus  med rakt avslutande kor vägg i norr med bakomliggande  sakristia  och ett torn med huvudingången i söder. Tornkrönet är försett med infattningar för  tornuret och en åttakantig   lanternin  krönt av en spira som avslutas med ett kors.
I tornet hänger två klockor. Lillklockan från 1595 härstammar från första kyrkan. Storklockan från 1732 har gjutits om efter att ha spruckit vid ovarsam ringning.
Kyrkans interiör är av salkyrkotyp med trätunnvalv. Korväggen försågs 1885 med nuvarande fältindelning. I fälten ingår förutom altaruppställningen, grisaillemålningar av professor Bengt Nordenberg med motiv över sakristiedörrarna av Moses och   evangelisten Johannes .
Ett museum med äldre kyrkoinventarier är inrättat i vindsutrymmet ovanför sakristian.

## Inventarier
- Altartavlan från 1885 är målad av professor Bengt Nordenberg och har motivet Kristi förklaring.
- Från 1700-tals kyrkan härstammar en altartavla som har en hedersplats i nuvarande kyrka.Den är utförd av Johannes Lundberg,Karlshamn. Tavlan med motiv av Nattvardens instiftelse är en kopia av Växjö domkyrkas gamla altartavla.
- Primklocka,  okänd ålder.
- Dopfunt  i sandsten, 1931, utförd av bildhuggaren N Arthur Sandin.
- Predikstol  i  empirestil med ljudtak. Korgen är försedd med förgyllda symboler.
- Vid västra sidoväggen står ett golvur skänkt 1778 till kyrkan.
- Två stora   kandelabrar, skulpterade 1953 av Allan Jäderås, Gäddeviksås.
- Sluten bänkinredning.
- Orgelläktare med utsvängt mittparti dekorerat med lyra och palmkvistar.

## Bilder

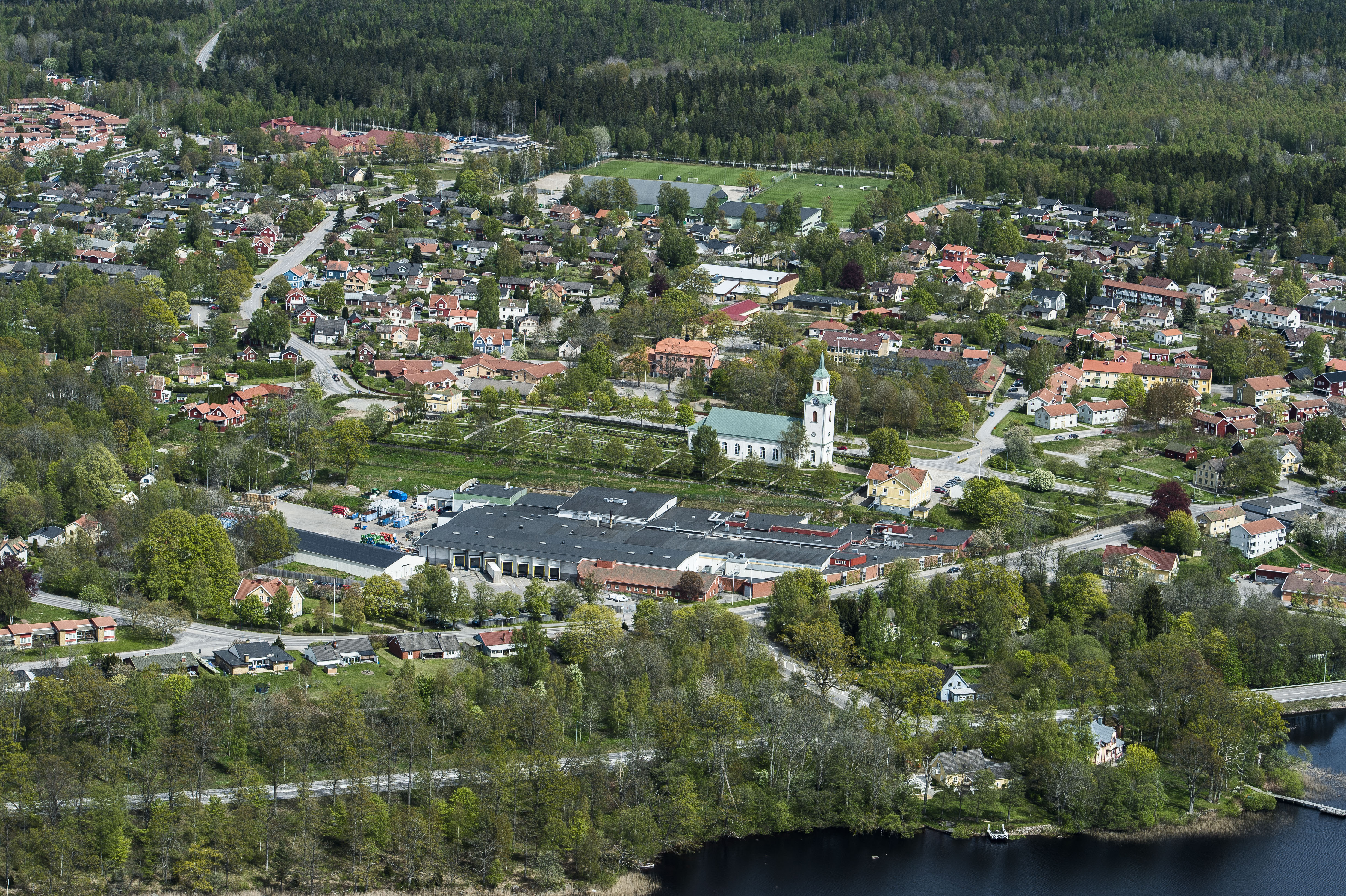
Kyrkan i bebyggelsen.
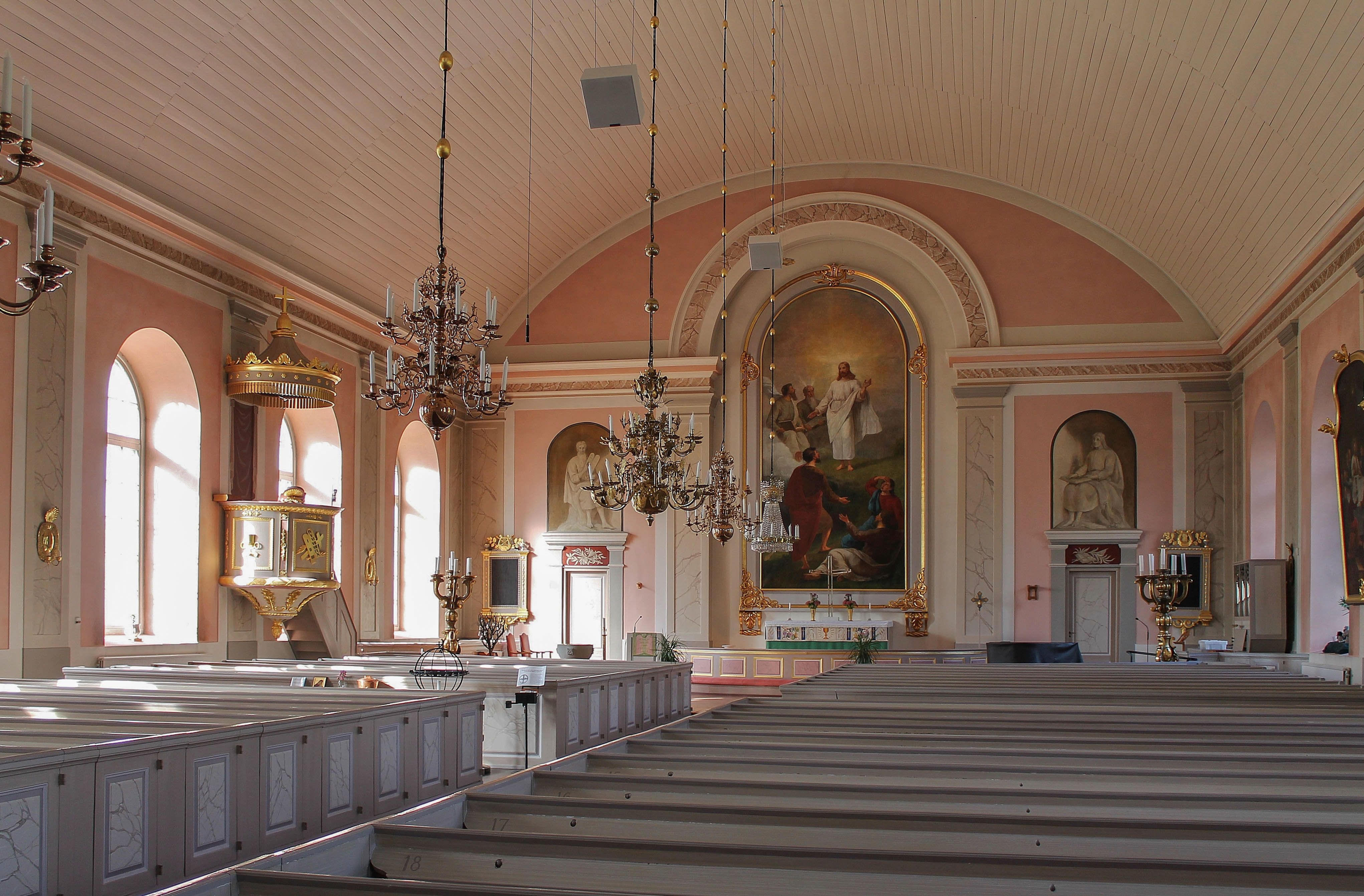
Interiör mot norr.
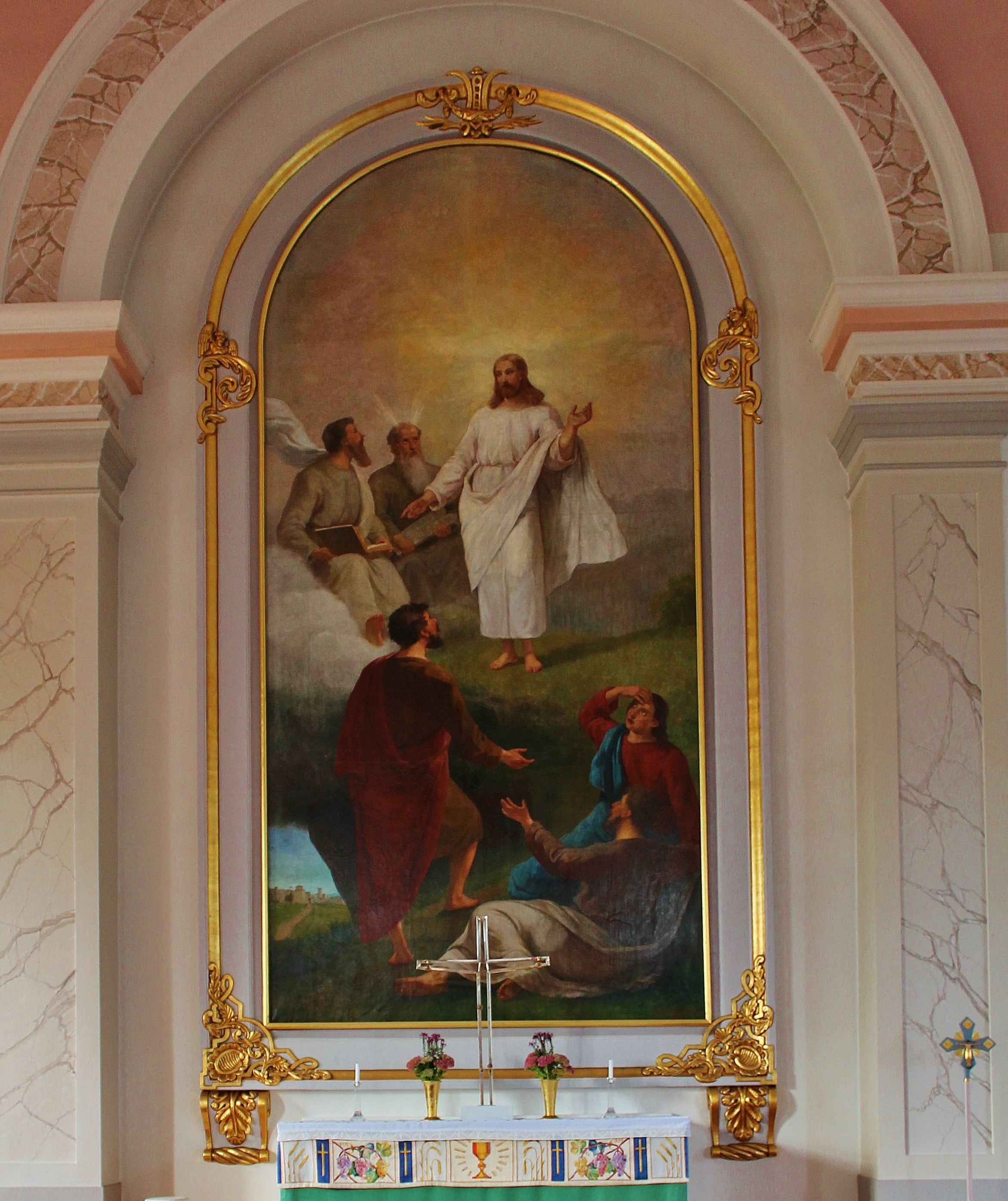
Bengt Nordenbergs altartavla:Kristi förklaring.
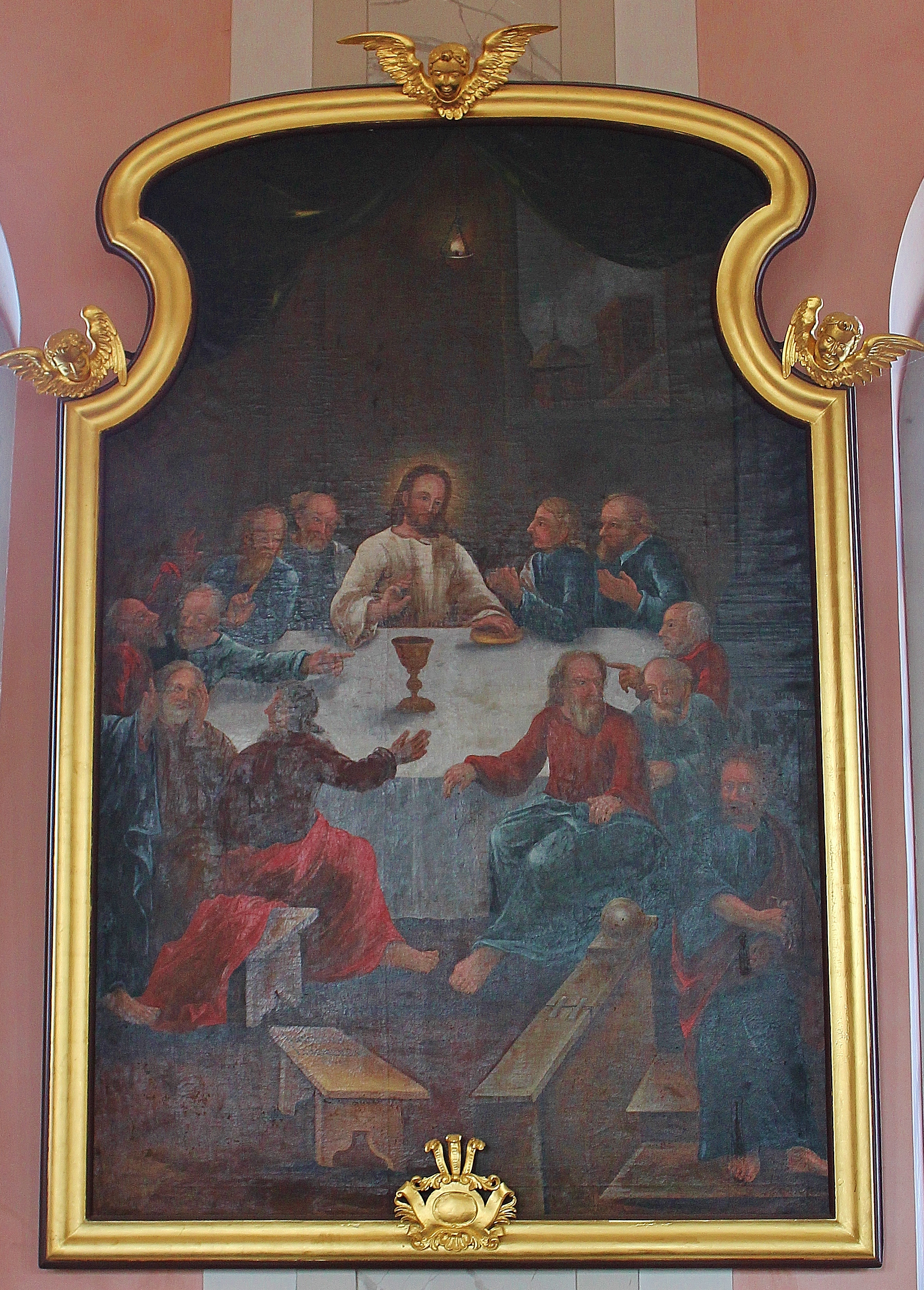
Tidigare altartavla:Nattvardens instiftelse.
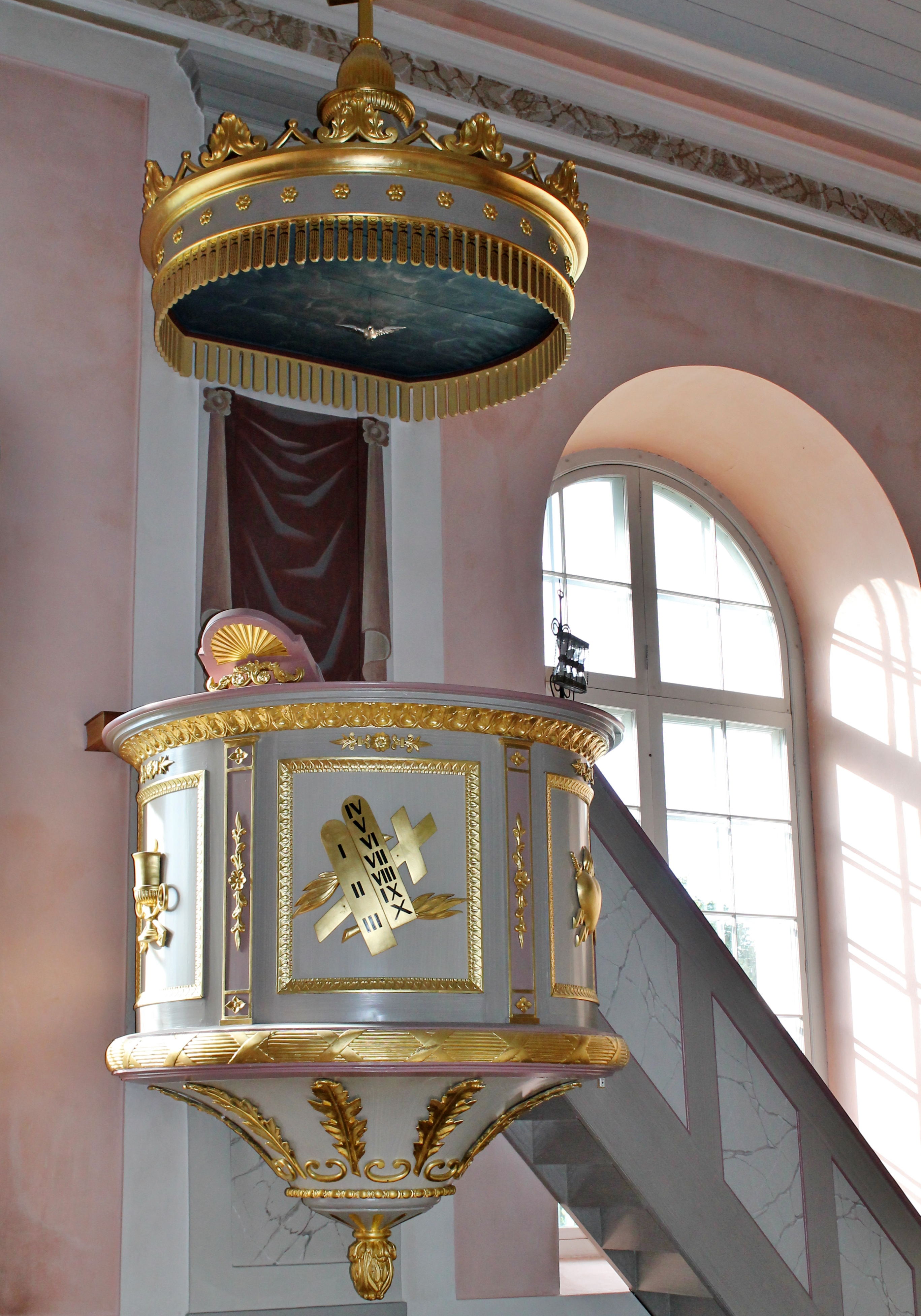
Predikstolen i empirestil.
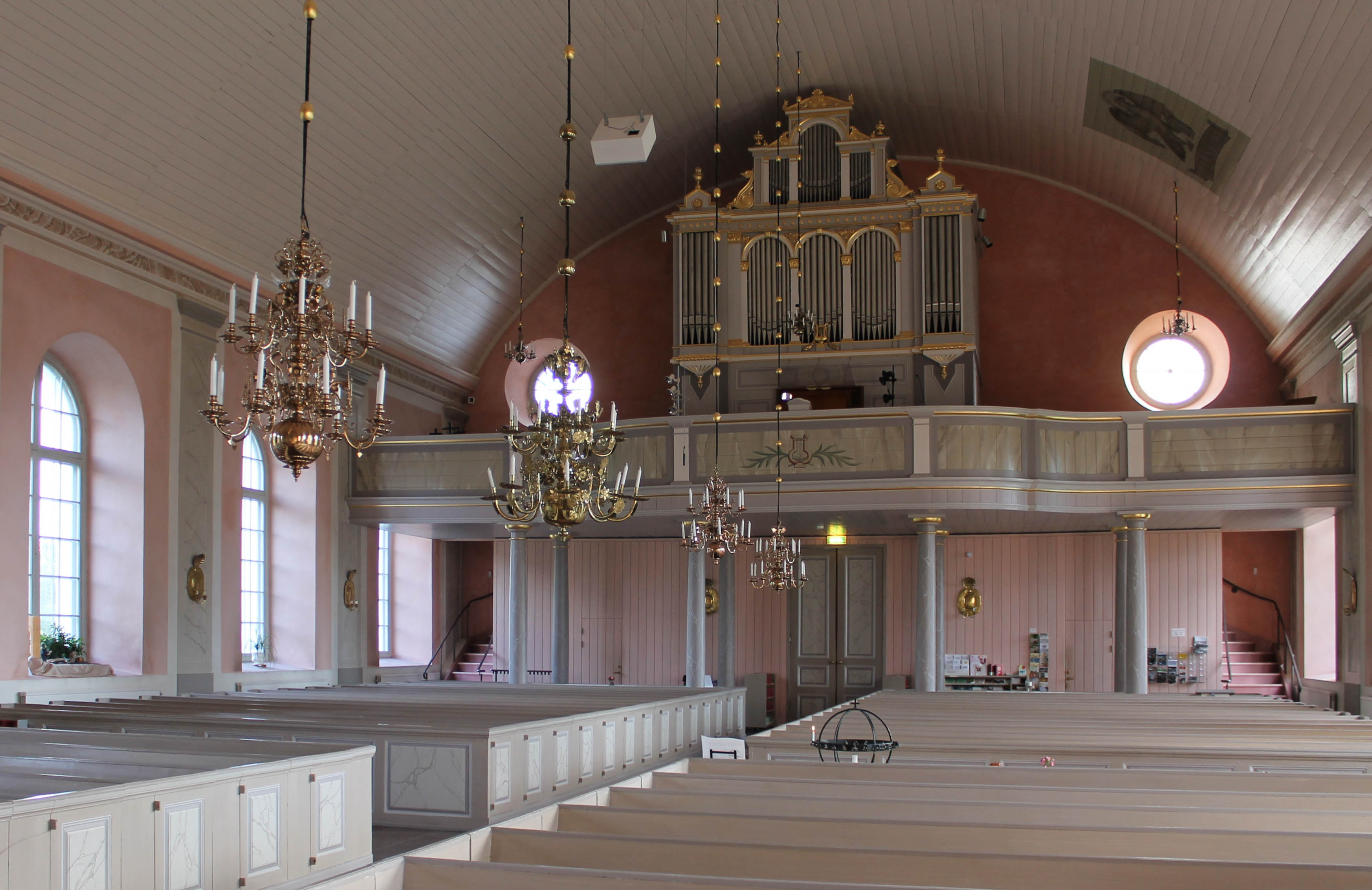
Interiör mot söder.

## Orglar

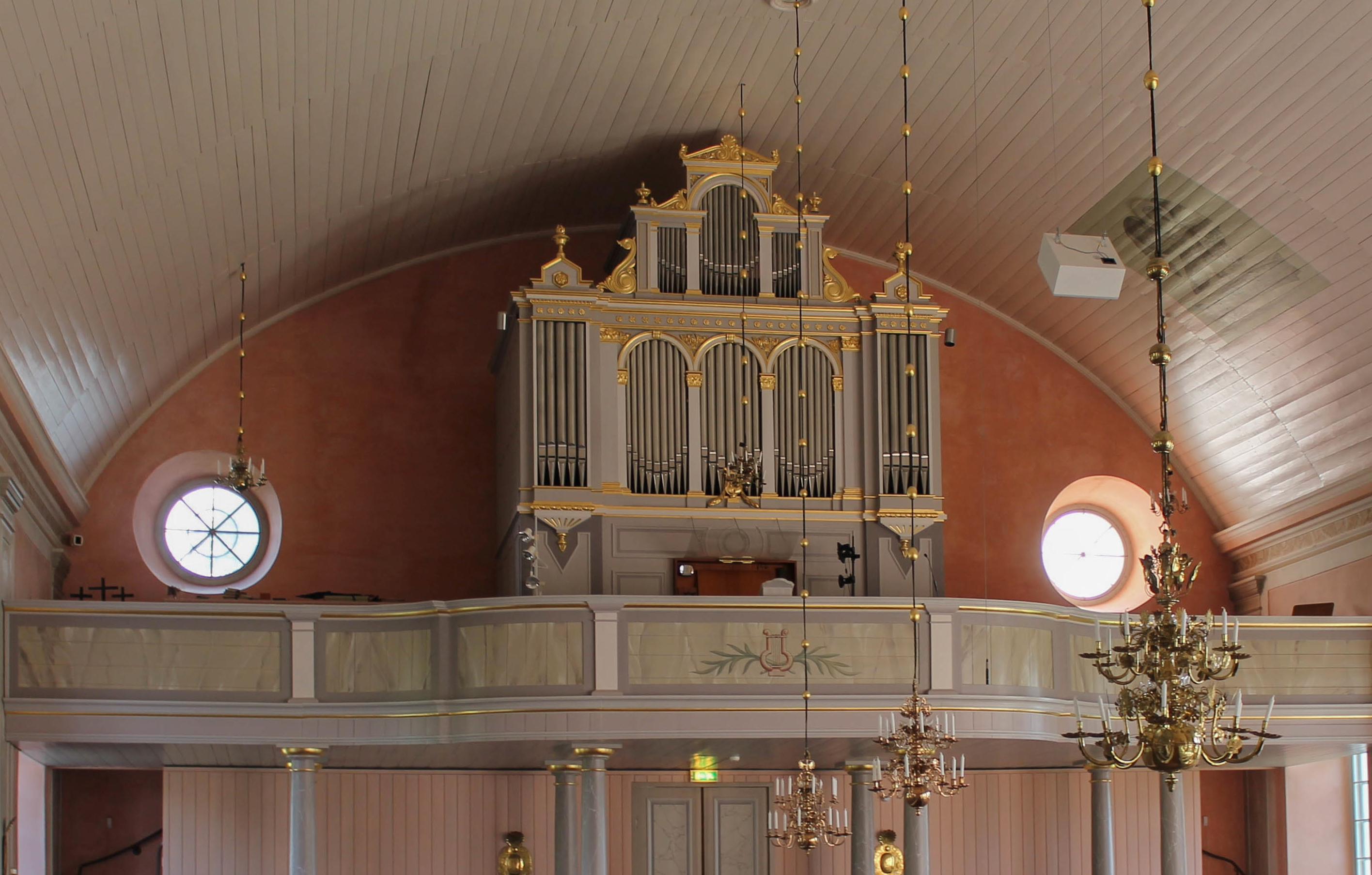
Läktarorgeln.

- Den första kyrkorgeln i den nya kyrkan byggdes 1865 av Frans Andersson, Stockholm och omfattande 16 stämmor.
- Orgelverket ersattes 1929/1930 av ett nytt med 23 stämmor byggt av A. Mårtenssons Orgelfabrik AB, Lund. Detta verket byggdes 1950 om av B Svensson, Oskarshamn.
- Den nuvarande orgeln som har 30 stämmor är byggd 1970 av Olof Hammarberg, Göteborg. Orgeln är mekanisk.[3]

Disposition
| Huvudverk I  | Bröstverk III | Svällverk II      | Pedal         | Koppel |
| Principal 8´ | Gedakt 8'     | Koppelflöjt 8'    | Subbas 16´    | I/P    |
| Rörflöjt 8'  | Hålflöjt 4´   | Fugara 8'         | Violon 16´    | II/P   |
| Oktava 4'    | Principal 2´  | Principal 4´      | Oktavbas 8´   | III/P  |
| Tvärflöjt 4' | Oktava 1´     | Täckflöjt 4'      | Gedacktbas 8´ | II/I   |
| Oktava 2'    | Sesqultera II | Blockflöjt 2´     | Flöjt 4´      | III/I  |
| Cornet III   | Scharf III    | Nasat 1 1/3´      | Mixtur IV     |        |
| Mixtur IV    |               | Mixtur III        | Basun 16'     |        |
| Trumpet 8'   |               | Fagott 16'        |               |        |
|              |               | Hautbois 8'       |               |        |
|              |               | Tremulant         |               |        |
|              |               | Crescendosvällare |               |        |

- Kororgeln med 4 stämmor byggdes 1967 av Olof Hammarberg, Göteborg. Orgeln är mekanisk.

| Manual       |
| Rörflöjt 8’  |
| Gedakt 4’    |
| Principal 2’ |
| Waldflöjt 2’ |